# Mateusz Lipa
Mateusz Lipa (* 7. November 1994 in Konin) ist ein polnischer Bahnradsportler, der auf Kurzzeitdisziplinen konzentriert ist.

## Sportliche Laufbahn
2012 errang Lipa bei den Junioren-Europameisterschaften zwei Medaillen: Gold im Keirin und Bronze im Teamsprint. Im Jahr darauf wurde er polnischer Meister der Elite im 1000-Meter-Zeitfahren. Auch bei den 2014 U23-Europameisterschaften holte er zwei Medaillen, mit Mateusz Rudyk und Patryk Rajkowski im Teamsprint und Bronze im Keirin. 2016 wurde er gemeinsam mit Kamil Kuczyński, Maciej Bielecki und Mateusz Rudyk  Europameister im Teamsprint und 2017 polnischer Meister im Keirin.

## Erfolge
2012
- Junioren-Europameister – Keirin
- Junioren-Europameisterschaft – Teamsprint (mit Jakub Stecko und Adrian Kobylecki)

2013
- Polnischer Meister – 1000-Meter-Zeitfahren

2014
- U23-Europameisterschaft – Teamsprint (mit Mateusz Rudyk und Patryk Rajkowski)
- U23-Europameisterschaft – Keirin

2015
- U23-Europameisterschaft – Teamsprint (mit Mateusz Rudyk und Patryk Rajkowski)
- Polnischer U23-Meister – Teamsprint (mit Mateusz Rudyk und Piotr Stanislawek)

2016
- Europameister – Teamsprint (mit Kamil Kuczyński, Maciej Bielecki und Mateusz Rudyk)

2017
- Polnischer Meister – Keirin

2018
- Polnischer Meister – Keirin, Teamsprint (mit Krzysztof Maksel, Mateusz Rudyk und Rafał Sarnecki)